# San Pietro Capofiume
San Pietro Capofiume è una frazione di Molinella. Si tratta in realtà di un insieme di piccole borgate, la principale delle quali è chiamata Alberino. È la frazione più popolosa del comune di Molinella. Il luogo è sede del centro operativo del Servizio Idrometeorologico dell'ARPA Emilia-Romagna, dotato di un radar meteorologico, presso la cui area di ubicazione vengono effettuati anche i radiosondaggi.

## Geografia e Storia
La frazione è costituita fondamentalmente da quattro borgate: San Pietro Capofiume Chiesa, Bivio dello Stradello Oscuro, Alberino e Ghiaroni. Alberino è la borgata più popolosa e dove si trovano i principali servizi della comunità.
Nel Quattrocento esisteva già un nucleo di abitazioni, ma è nel XVI secolo che si hanno notizie certe di un grosso centro chiamato Cò del Fiume, perché l'Idice verso il 1540 venne racchiuso tra argini proprio fino al nucleo abitativo. Dove ora è la Chiesa di San Pietro Apostolo si biforcava in due rami: uno proseguiva verso il porto delle Canne (il cui percorso è ancora chiaramente rintracciabile), mentre l'altro proseguiva più a nord lungo l'attuale Via Fascinata, verso le Paludi di Marrara.
Nel 1563 i Padri Serviti fondarono un convento e un piccolo Oratorio dedicati a San Pietro e furono loro ad ottenere un esatto tracciato dei confini di San Pietro Capofiume, fino ad allora incerti a causa delle continue inondazioni.
Nel 1579 vennero tracciati i confini territoriali definitivi che divisero il paese in due parti: una in territorio bolognese, l'altra in territorio ferrarese. In quest'ultima si formò il paese di Santa Maria Codifiume (Capofiume e Codifiume hanno in realtà entrambi lo stesso significato "di fine del fiume").
S. Pietro fu "Massaria" fino al 1796, poi "Comune di Terza Classe" durante il Regno Italico e infine "Sindacato" fino al 1818. L'unificazione al territorio comunale di Molinella avvenne nel novembre del 1853.